# Hank Patterson
Pour les articles homonymes, voir Patterson.
Hank Patterson, de son vrai nom Elmer Calvin Patterson, est un acteur américain né le 9 octobre 1888 à Springville, en Alabama, et décédé de pneumonie le 23 août 1975 à Woodland Hills (États-Unis).
Il est le grand-oncle de l'actrice Téa Leoni.

## Filmographie
- 1939 : The Arizona Kid : Townsman
- 1940 : Les Déracinés (Three Faces West) : Pool Player
- 1946 : Règlement de comptes à Abilene Town (Abilene Town) d'Edwin L. Marin : Doug Neil
- 1946 : The Scarlet Horseman : Senator Masters
- 1946 : I Ring Doorbells : Mr. Bradley
- 1946 : The El Paso Kid : Jeff Winters
- 1946 : Conquest of Cheyenne : Rancher
- 1946 : Wild Beauty (en) de Wallace Fox : Ed
- 1946 : Santa Fe Uprising : Jake, ranch hand-deputy
- 1946 : Gallant Bess : Ranch Hand
- 1947 : Bells of San Angelo : Deaf Bus Passenger
- 1947 : Springtime in the Sierras : Old Timer
- 1947 : Robin Hood of Texas (en) de Lesley Selander : Taxi driver
- 1947 : Under Colorado Skies (en) de R.G. Springsteen : Slim
- 1948 : Relentless : Bob Pliny
- 1948 : Oklahoma Badlands : Postmaster Fred
- 1948 : Panhandle : Old Timer
- 1948 : Night Time in Nevada : Tramp
- 1948 : The Denver Kid : Sergeant Cooper
- 1948 : Les Pillards (The Plunderers) : Hostler
- 1948 : Belle Starr's Daughter (en) : Townsman
- 1949 : Le Mustang noir (Red Canyon) de George Sherman : Osborne
- 1949 : The Doolins of Oklahoma de Gordon Douglas : Rancher
- 1949 : Outcasts of the Trail : Station Agent
- 1949 : The James Brothers of Missouri (en) : Waller, old-timer [Chs. 4, 11]
- 1949 : The Cowboy and the Indians : Tom
- 1949 : Pas de pitié pour les maris (en) (Tell It to the Judge) de Norman Foster : Sled Driver
- 1949 : Riders in the Sky (en) : Stage Driver
- 1950 : Perfect Strangers : Witness in Montage
- 1950 : Code of the Silver Sage : Sergeant Woods
- 1950 : La Flamme qui s'éteint (No Sad Songs for Me) : Night Construction Workman
- 1950 : J'ai trois amours (Please Believe Me) de Norman Taurog : Sam Smith
- 1950 : La Cible humaine (The Gunfighter) : Jake
- 1950 : Desperadoes of the West (en) de Fred C. Brannon : Hardrock Haggerty [Ch. 4, 5]
- 1950 : The Return of Jesse James : Clay Country Marshal
- 1950 : The Three Musketeers (TV) : Fisherman
- 1951 : Les Aventures de Kit Carson (The Adventures of Kit Carson) (série TV) : Sierra Jack (host) (unknown episodes)
- 1951 : Al Jennings of Oklahoma (it) de Ray Nazarro : Jeff, Margo's Driver
- 1951 : Silver City Bonanza (en) : Postman
- 1951 : Zorro le diable noir (Don Daredevil Rides Again) de Fred C. Brannon : Buck Bender
- 1952 : Indian Uprising : Jake (a miner)
- 1952 : Californie en flammes de Lew Landers : Sam Lawrence
- 1953 : La Femme qui faillit être lynchée (Woman They Almost Lynched) : Townsman
- 1953 : Canadian Mounties vs. Atomic Invaders (en) de Franklin Adreon : Jed Larson, trapper [Ch.2-5]
- 1953 : Jack Slade : Oldtimer
- 1954 : Chevauchée avec le diable (Ride Clear of Diablo) de Jesse Hibbs : Wagon driver
- 1955 : L'Aventure fantastique (Many Rivers to Cross) de Roy Rowland : Second aubergiste
- 1955 : Last of the Desperados : Hank, Wagon Driver
- 1955 : Tarantula ! (Tarantula) : Josh
- 1956 : L'Infernale Poursuite (The Great Locomotive Chase) : Turner, Friendly Jailer
- 1956 : La VRP de choc (The First Traveling Saleslady) d'Arthur Lubin : First Cowhand in Courtroom
- 1956 : Le Diabolique M. Benton (Julie) : Ellis
- 1957 : The Storm Rider d'Edward Bernds : Tom Milstead
- 1957 : Le Début de la fin (Beginning of the End) de Bert I. Gordon : Dave
- 1957 : God Is My Partner : John Biddle
- 1957 : Man of a Thousand Faces (en) de Joseph Pevney : Scotty, Stage Door Man
- 1957 : La Sanglante Embuscade (Gunsight Ridge) de Francis D. Lyon : George Clark
- 1957 : Le Fantastique Homme colosse (The Amazing Colossal Man) de Bert I. Gordon : Henry
- 1957 : Escape from Red Rock : Grover
- 1958 : The Adventures of Spin and Marty (série TV) : Pete Duggan
- 1958 : La Journée des violents (Day of the Bad Man) de Harry Keller : George Foley, Hotel Keeper
- 1958 : Attack of the Puppet People : Janitor
- 1958 : L'Implacable poursuite (The Saga of Hemp Brown) : Gil Henry
- 1958 : Earth vs. the Spider : Hugo, River Falls H.S. Janitor
- 1958 : Terreur au Texas (Terror in a Texas Town) : Brady
- 1958 : The Decks Ran Red : Mr. Moody
- 1958 : Le Monstre des abîmes (Monster on the Campus) : Townsend, the janitor
- 1959 : Lone Texan : Jack Stone
- 1959 : Une balle signée X (No Name on the Bullet) : Ed, Chess player
- 1959 : Gunmen from Laredo : Livery Stableman
- 1960 : Gunfighters of Abilene : Andy Ferris
- 1961 : Mont'là-d'ssus (The Absent Minded Professor) : Fisherman Spectator
- 1964 : La Quatrième Dimension (The Twilight Zone) (Série TV) : épisode L'Homme à la guitare (Come Wander with Me) de Richard Donner (saison 5, épisode 34) : le vieil homme du magasin
- 1965 : Les Mystères de l'Ouest (The Wild Wild West), (série TV) - Saison 1 épisode 12, La Nuit du Détonateur humain (The Night of the Human Trigger), de Justus Addiss : Porter Richards
- 1965-1971 : Les Arpents verts - Fred Ziffel
- 1967 : A Covenant with Death de Lamont Johnson